# Vakasalewalewa
Vakasalewalewa son personas de Fiyi que fueron asignadas como hombres al nacer, pero no se reconocen como de género masculino. En Fiyi esto se entiende como una identidad de tercer género tradicional, específica del país.

## Etimología
El término proviene del idioma fiyiano y se traduce como "actuar a la manera de una mujer"; tiene connotaciones de una forma de vida cultural tradicional. Un término moderno relacionado es qauri, que se usa para describir colectivamente a todas las personas con cuerpo masculino no heteronormativas en Fiyi. Otro término relacionado es viavialewa, que se traduce como "querer ser mujer".
Vakasalewalewa se incluye en el acrónimo MVPFAFF (māhū, vakasalewalewa, palopa, fa'afafine, akava'ine, fakaleitī o leiti, y fakafifine), acuñado por Phylesha Brown-Acton, para "mejorar la conciencia de diversidad de género de los pueblos del Pacífico además de ser un término LGBTQI".

## Historia y cultura
Los registros históricos coloniales guardan silencio sobre el papel de las personas vakasalewalewa en la sociedad de Fiyi. Sin embargo, al igual que muchas otras identidades de género en Oceanía, como akava'ine en las Islas Cook o fa'afafine en Samoa, estas identidades existían y eran valoradas en la Fiyi premoderna. El activista Shaneel Lal argumenta que antes de la colonización, los vakasalewalewa eran parte integral de la sociedad nativa de Fiyi. Lal afirma que la colonización despojó a los fiyianos de sus ricas identidades no binarias y los condicionó con homofobia, transfobia y queerfobia.
Según Joey Joleen Mataele, muchos vakasalewalewa trabajan en la industria hotelera. Además de Shaneel Lal, otro activista fiyiano vakasalewalewa destacado es Kalisito Biaukula.

## Recepción
En el estudio de Geir Henning Presterudsten sobre las comunidades qauri, se informaba que muchos rechazaron la etiqueta de vakasalewalewa, creyendo que era "anticuada" o "restrictiva". Sin embargo, las personas que se adscribieron al término vakasalewalewa encontraron una mayor aceptación en Fiyi que aquellas que se identificaron como qauri.